# Lista över vulkaner i Peru
Detta är en lista över vulkaner i Peru.

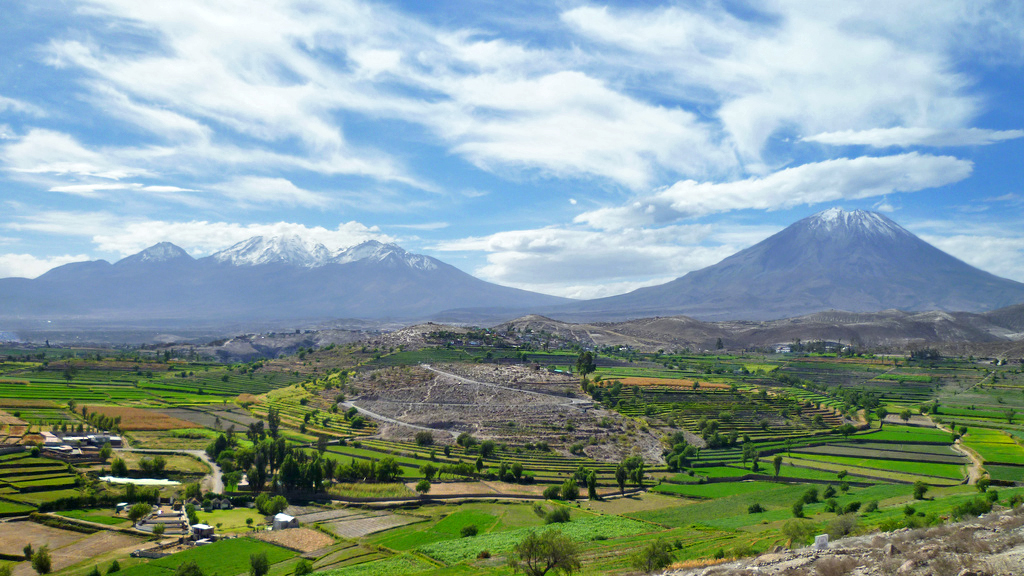
Chachani - El Misti

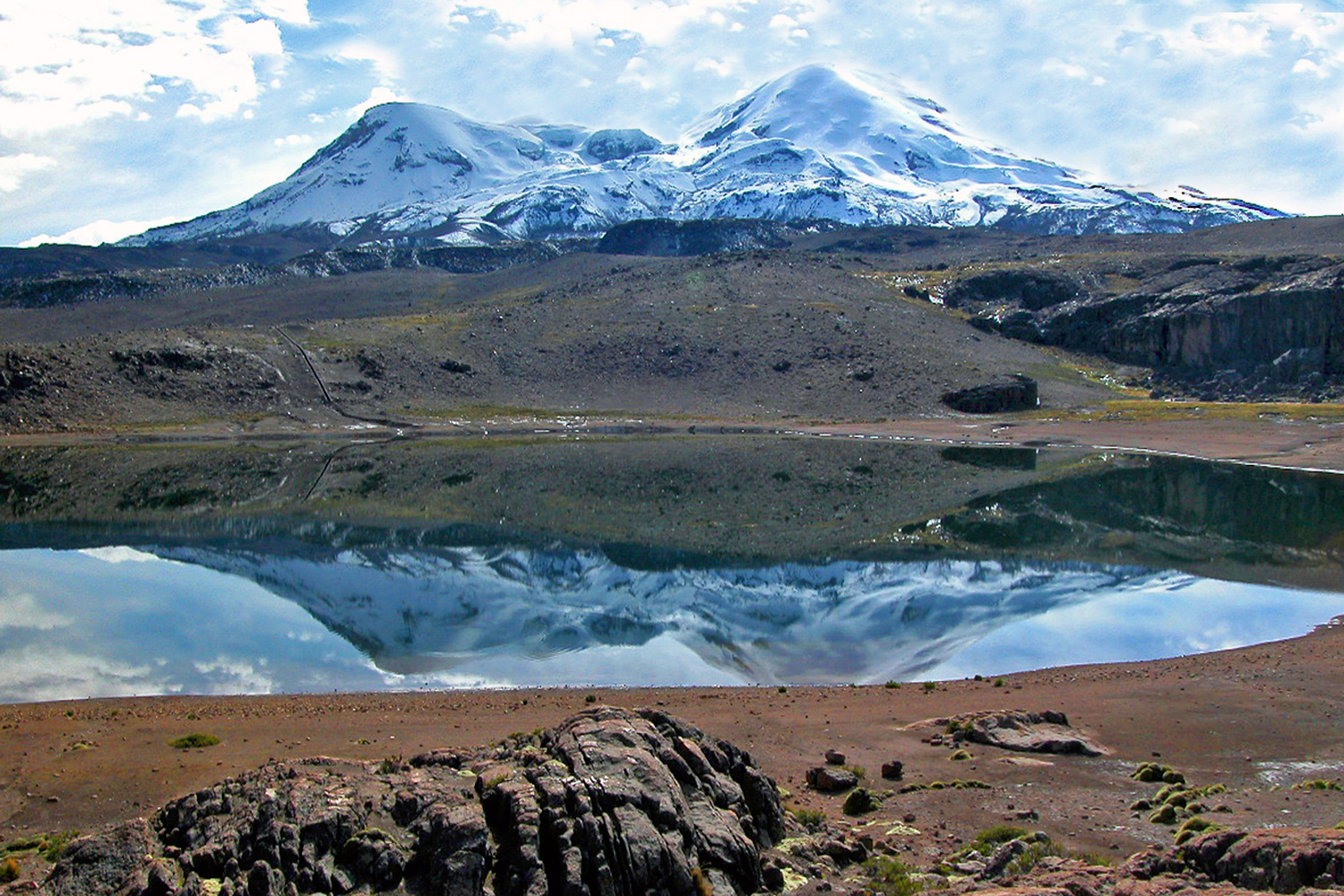
Coropuna

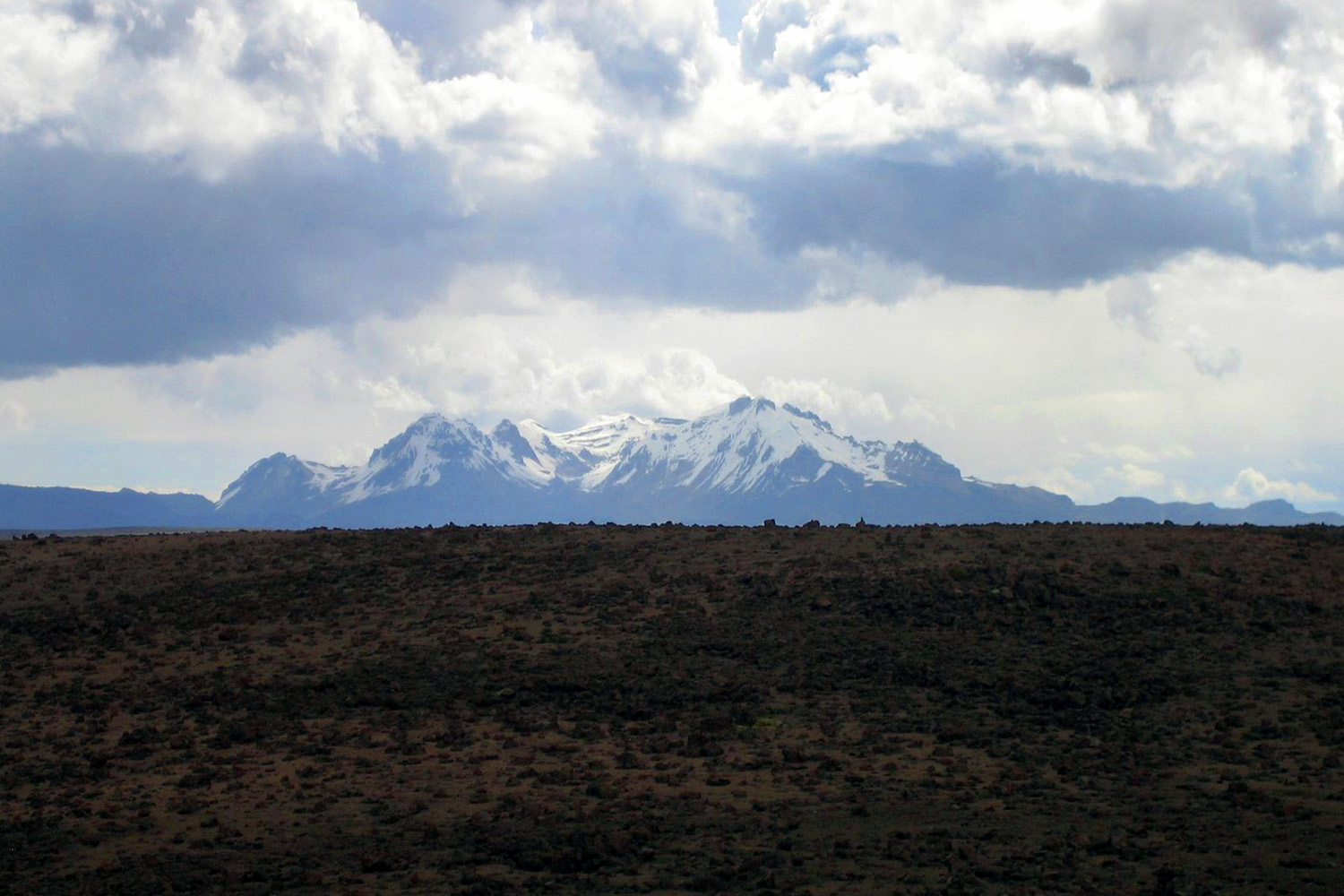
Hualca Hualca

| Namn             | Höjd (m ö.h.) | Läge                                      | Senaste utbrott |
| ---------------- | ------------- | ----------------------------------------- | --------------- |
| Andahua Valley   | 4713          | 15°25′S 72°20′V / 15.42°S 72.33°V         | Holocen         |
| Chachani         | 6057          | 16°11′28″S 71°31′48″V / 16.191°S 71.530°V | Holocen         |
| Cerro Auquihuato | 4980          | 15°04′S 73°11′V / 15.07°S 73.18°V         | -               |
| Coropuna         | 6377          | 15°31′S 72°39′V / 15.52°S 72.65°V         | Holocen         |
| El Misti         | 5822          | 16°17′38″S 71°24′32″V / 16.294°S 71.409°V | 1784            |
| Huaynaputina     | 4850          | 16°36′29″S 70°51′00″V / 16.608°S 70.85°V  | 1600            |
| Nevados Casiri   | 5650          | 17°28′12″S 69°48′47″V / 17.47°S 69.813°V  | Holocen         |
| Nevados Firura   | 5498          | 15°14′S 72°38′V / 15.23°S 72.63°V         | Holocen         |
| Picchu-Picchu    | 5564          | 16°26′S 71°14′V / 16.44°S 71.23°V         | -               |
| Quimsachata      | 3923          | 14°12′S 71°20′V / 14.20°S 71.33°V         | 4450 f.Kr.      |
| Sabancaya        | 5967          | 15°47′S 71°51′V / 15.78°S 71.85°V         | 2003            |
| Sara Sara        | 5522          | 15°20′S 73°27′V / 15.33°S 73.45°V         | -               |
| Ticsani          | 5408          | 16°45′18″S 70°35′42″V / 16.755°S 70.595°V | -               |
| Tutupaca         | 5815          | 17°01′30″S 70°21′29″V / 17.025°S 70.358°V | -               |
| Ubinas           | 5672          | 16°21′18″S 70°54′11″V / 16.355°S 70.903°V | 2008            |
| Yucamane         | 5550          | 17°11′S 70°12′V / 17.18°S 70.20°V         | 1902            |